# Odzi (Fluss)
Der Odzi ist ein Fluss in Simbabwe.

## Verlauf
Der Fluss entspringt in der Provinz Manicaland, in den Bergen des Nyanga-Nationalparkes. Er fließt nach Süden westlich der Stadt Mutare, dann durch Hot Springs und die Odzi-Schlucht, um direkt hinter dieser bei Birchenough Bridge in den Save zu münden.

## Hydrometrie
Der Odzi hat ein Einzugsgebiet von knapp 7300 km². Er ist ein ephemeres Gewässer und fließt unregelmäßig. In der Regenzeit, im Frühjahr, führt es zuweilen sehr viel Wasser und fällt für mitunter im August trocken. Der Abfluss wurde am Pegel Odzi Gorge über 9 Jahre (1981–90) kurz vor der Mündung, gemessen (in m³/s, Werte aus Diagramm abgelesen).

## Ökologie
Der Fluss trägt sehr viel Sediment zu Tal. Verschiedene Projekte versuchen diesen fruchtbaren Boden aufzuhalten und für Ackerland nutzbar zu machen. Verschiedene Dämme dienen der Bewässerung von Feldern. Ein Problem sind die verseuchten Wasser aufgegebener Stollen und deren Halden, die der Fluss Mutare mit sich in den Odzi führt.